# Now and Forever (Air Supply)
Now and Forever è il settimo album in studio del gruppo rock australiano Air Supply, pubblicato nel 1982.

## Tracce
1. Now and Forever – 3:50
2. Even the Nights Are Better – 3:57
3. Young Love – 4:00
4. Two Less Lonely People in the World – 3:59
5. Taking the Chance – 4:13
6. Come What May – 3:56
7. One Step Closer – 3:49
8. Don't Be Afraid – 3:20
9. She Never Heard Me Call – 3:24
10. What Kind of Girl – 3:50